# 里安·蘇克馬萬
里安·蘇克馬萬（1985年11月21日—2016年2月27日），印尼男子羽毛球運動員，來自中爪哇省三寶壟。2016年因心臟病去世。

## 簡歷
里安·蘇克馬萬曾與多名選手搭檔參與男雙賽事。他與徐永賢在2006年至2007年間搭檔時，曾獲得2006年紐西蘭公開賽、荷蘭公開賽冠軍並晉級2007年瑞士超級賽四強，世界排名曾達第八位。2007年開始，蘇克馬萬改與約納森·蘇亞達瑪·達蘇基搭檔，兩人在2007年贏得印尼國際賽及荷蘭大獎賽冠軍，2009、2010年分別在日本超級賽和印尼亞黃金大獎賽獲得亞軍，最高排名第14。
里安·蘇克馬萬淡出賽場後成為針記羽毛球俱樂部教練。2016年2月27日，蘇克馬萬、特里·庫沙揚托等前運動員參加三寶壟的表演賽，蘇克馬萬在場館外休息時被保全發現倒臥於長椅，送醫後宣告不治，死因為心臟病。

## 主要比賽成績
只列出曾進入準決賽的國際賽事成績：
| 年份   | 賽事                   | 公開賽級別 | 項目     | 搭檔                   | 成績   |
| ------ | ---------------------- | ---------- | -------- | ---------------------- | ------ |
| 2002年 | 亞洲青年羽毛球錦標賽   | 其他       | 男子團體 | －                     | 冠軍   |
| 2002年 | 亞洲青年羽毛球錦標賽   | 其他       | 男子雙打 | 馬爾基斯·基多          | 季軍   |
| 2002年 | 世界青年羽毛球錦標賽   | 其他       | 混合團體 | －                     | 季軍   |
| 2004年 | 越南羽毛球衛星賽       |            | 男子雙打 | Uki Kasah Yoga         | 冠軍   |
| 2005年 | 越南羽毛球衛星賽       |            | 男子雙打 | 陳甲志                 | 準決賽 |
| 2005年 | 泗水羽毛球衛星賽       |            | 男子雙打 | 陳甲志                 | 準決賽 |
| 2006年 | 紐西蘭羽毛球公開賽     |            | 男子雙打 | 徐永賢                 | 冠軍   |
| 2006年 | 泗水羽毛球衛星賽       |            | 男子雙打 | Lukas Ade              | 準決賽 |
| 2006年 | 荷蘭羽毛球公開賽       |            | 男子雙打 | 徐永賢                 | 冠軍   |
| 2007年 | 瑞士羽毛球超級賽       | 超級賽     | 男子雙打 | 徐永賢                 | 準決賽 |
| 2007年 | 印尼羽毛球國際賽       | 國際挑戰賽 | 男子雙打 | 約納森·蘇亞達瑪·達蘇基 | 冠軍   |
| 2007年 | 荷蘭羽毛球大獎賽       | 大獎賽     | 男子雙打 | 約納森·蘇亞達瑪·達蘇基 | 冠軍   |
| 2007年 | 俄羅斯羽毛球黃金大獎賽 | 黃金大獎賽 | 男子雙打 | 約納森·蘇亞達瑪·達蘇基 | 準決賽 |
| 2007年 | 義大利羽毛球國際賽     | 國際挑戰賽 | 男子雙打 | 約納森·蘇亞達瑪·達蘇基 | 亞軍   |
| 2008年 | 日本羽毛球超級賽       | 超級賽     | 男子雙打 | 約納森·蘇亞達瑪·達蘇基 | 準決賽 |
| 2009年 | 蘇迪曼盃               | 其他       | 混合團體 | －                     | 季軍   |
| 2009年 | 日本羽毛球超級賽       | 超級賽     | 男子雙打 | 約納森·蘇亞達瑪·達蘇基 | 亞軍   |
| 2010年 | 印尼羽毛球黃金大獎賽   | 黃金大獎賽 | 男子雙打 | 約納森·蘇亞達瑪·達蘇基 | 亞軍   |
| 2011年 | 白夜羽毛球賽           | 國際挑戰賽 | 男子雙打 | 陳甲志                 | 冠軍   |
| 2011年 | 印尼羽毛球國際挑戰賽   | 國際挑戰賽 | 男子雙打 | 陳甲志                 | 冠軍   |

| 2007-2017年 | 首要超級賽 | 超級賽 | 黃金大獎賽 | 大獎賽 | 國際挑戰賽 | 國際系列賽 | 未來系列賽 | 其他 |

### 奧運會和世錦賽參賽紀錄
|          | 搭檔                   | 2009 | 2010 |
| -------- | ---------------------- | ---- | ---- |
| 男子雙打 | 约纳森·苏亚达玛·达苏基 | 16強 | 16強 |

## 外部連結
- 里安·蘇克馬萬在世界羽球聯盟的登錄資料